# Wtelno

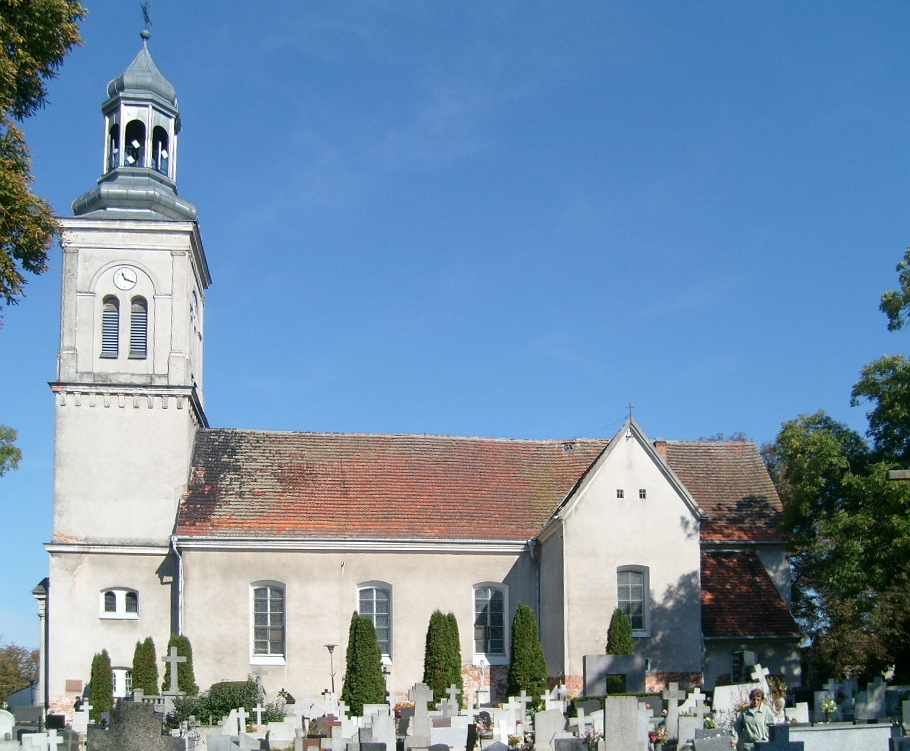
Kirche St. Michael

Wtelno (deutsch 1942–1945 Wittelskirch) ist ein Ort in der Gmina Koronowo in der Woiwodschaft Kujawien-Pommern. 2015 lebten hier 992 Einwohner.
Es liegt 6 Kilometer südlich von Koronowo und 16 Kilometer nordwestlich von Bydgoszcz. Die Schmalspurbahn von Bydgoszcz nach Koronowo hatte einen Haltepunkt in Wtelno.

## Geschichte
Wtelno gehörte bis 1772 zu Polen, danach zu Preußen, seit 1795 wieder zu Polen. Seit 1815 war es im Kreis Bromberg in der Provinz Posen in Preußen.
Seit 1920 gehörte Wtelno wieder zu Polen und war Sitz einer Landgemeinde. 1939 kam es zum Deutschen Reich, seit 1940 als Sitz eines Amtsbezirks, 1942 wurde es umbenannt in Wittelskirch.
1945 wurde es wieder Teil Polens und erhielt den Namen Wtelno zurück.

## Sehenswürdigkeiten
- Kirche des Erzengels Michael, 1785–1787 erbaut[3]